# 日産・マイクラC+C
マイクラC+C（マイクラ シープラスシー、MICRA C+C）は、日産自動車が英国で生産し欧州・日本で販売した、K12型マイクラ/マーチのクーペカブリオレモデルである。

## 概要
2列4人乗りのオープンカー。当初は欧州市場のみでの販売で、トランスミッションはATとMT、エンジンは1.4 L（CR14DE）・1.6 Lガソリンエンジン、1.5 L（K9K）ディーゼルエンジンが搭載された。
2007年には日本での輸入販売を開始。生産は英国日産自動車製造会社で、2007年モデルを日本向けに仕様を変更したものが1,500台輸入された。日本仕様はATとMT、1.6 Lのガソリンエンジンが用意された。なお、「マイクラ」はマーチの欧州市場における名称であるが、本車種のみ例外的に日本市場でも「マイクラ」を名乗る。
開発費用は1億4,600万ユーロで、ルーフはドイツ、カルマンと共同開発した。なお、スタイリッシュガラスルーフはカルマンの製造となっており、約22秒でのルーフ開閉が可能である。

## 年表
2002年9月
モンディアル・ド・ロトモビルにてコンセプトカー「マイクラ C+C」を発表。
2005年6月15日
イギリス・サンダーランドの英国日産自動車製造会社で披露された。
2005年秋
同工場で生産を開始。
2005年11月
欧州市場に投入された。　
2007年1月
東京オートサロンで日本初公開。
2007年7月23日
日本国内での販売が開始された。グレードは「ベースグレード」のみ。
2010年8月
予定台数の1,500台に達したため、日本向け仕様の販売を終了した。

## 車名の由来
「マイクラ」はマイクロ（Micro）からの造語。C+Cはクーペ+コンバーチブル (Coupe+Convertible) の意。